# Xylobium pallidiflorum
Xylobium pallidiflorum là một loài thực vật có hoa trong họ Lan. Loài này được (Hook.) G.Nicholson miêu tả khoa học đầu tiên năm 1887.